# Шаниярви
Шаниярви, Шапиярви — пресноводное озеро на территории Кестеньгского сельского поселения Лоухского района Республики Карелии.

## Общие сведения
Площадь озера — 1,4 км², площадь водосборного бассейна — 19,4 км². Располагается на высоте 109,4 метров над уровнем моря.
Форма озера продолговатая: оно вытянуто с северо-востока на юго-запад. Берега каменисто-песчаные, преимущественно заболоченные.
Через озеро течёт безымянный ручей, вытекающий из озера Глубокого и втекающий с правого берега в реку Чёрную, впадающую в озеро Новое, через которое протекает река Кереть, которая, в свою очередь, впадает в Белое море.
Код объекта в государственном водном реестре — 02020000711102000002415.